# Grumbach (Spiegeltalgraben)
Der Grumbach ist ein 8,4 km langer rechter Nebenfluss des zur Innerste fließenden Spiegeltalgrabens im Oberharz, Niedersachsen, Deutschland.

## Verlauf
Der Grumbach entspringt auf rund 640 m ü. NN im Oberharz südöstlich von Hahnenklee beim Auerhahn nahe der Bundesstraße 241. Bereits nach wenigen hundert Metern wird der Grumbach gemeinsam mit einigen anderen namenlosen Quellbächen im Auerhahnteich angestaut, einem Kunstteich des Oberharzer Wasserregals, welches den Grumbach auf seiner gesamten Länge wesentlich beeinflussen wird. Nachdem der Grumbach den Auerhahnteich über die Hochwasserentlastungsanlage oder über den Grundablass verlassen hat, folgt nach einer kurzen Fließstrecke der Neue Grumbacher Teich, kurz dahinter der Obere Grumbacher Teich, dann der Mittlere Grumbacher Teich, dann der Obere Flößteich und schließlich der Untere Flößteich. Alle sechs Stauanlagen sind Bestandteile des Oberharzer Wasserregals (Oberharzer Teiche). Aufgrund der kaskadenförmigen Anordnung der Teiche wird diese etwa 2 Kilometer lange Fließstrecke auch Auerhahn-Kaskade genannt. Die Fließrichtung des Grumbaches schwenkt in diesem Verlauf von Südwest in Richtung Westen.
Unterhalb des Unteren Flößteiches fließt der Grumbach zunächst durch ein Wiesengrundstück. Er befindet sich hier im Ortsgebiet von Bockswiese, einem Ortsteil von Goslar. Hier muss der Grumbach eine Halde des historischen Oberharzer Bergbaus unterqueren. Als diese Halde im 18. und 19. Jahrhundert aufgeschüttet wurde, hat man für den Grumbach einen Stollen aus Trockenmauerwerksgewölbe belassen. Unterhalb, also westlich von Bockswiese, fließt der Grumbach zunächst naturnah durch ein Waldgebiet. Von rechts fließt der Kuttelbach hinzu. Kurz hinter dem Zusammenfluss mit dem Kuttelbach wird der Grumbach in den Grumbacher Graben abgeleitet, einem höhenlinienparallelen Hanggraben des Oberharzer Wasserregals (vgl. Oberharzer Gräben). Dieser Graben hat heute vor allem den Sinn, den Grumbach am Grumbacher Teich vorbeizuleiten, was allerdings aufgrund der Kapazität des Grabens nur bei niedrigen Abflüssen vollständig gelingt. Bei höheren Abflüssen fließt überschüssiges Wasser über die Fehlschläge in Richtung Grumbacher Teich.
Am heutigen Ende des aktiven Grumbacher Grabens kurz unterhalb (=westlich) des Grumbacher Teiches stürzt der Grumbach über fast 20 Höhenmeter in einem beeindruckenden Wasserfall ins Grumbachtal. Hier fließt er auch mit dem Ablauf des Grumbacher Teiches zusammen, der im Wesentlichen noch Wasser des Dreckstalbaches mit sich führt. Auf der folgenden, etwa 2 Kilometer langen Fließstrecke verläuft der Grumbach weitgehend naturnah durch ein vielseitiges Waldgebiet, die Fließrichtung schwenkt hier in Richtung Süden. Am Ortseingang von Wildemann mündet er in den von Osten kommenden Spiegeltalgraben, der von seiner Größe her mit dem Grumbach verglichen werden kann. Im folgenden einen Kilometer langen Verlauf durch das Stadtgebiet von Wildemann wird der Flusslauf von den Wildemannern Grumbach genannt; das Tal, welches er durchfließt, heißt aber ebenso wie die parallel führende Straße Spiegelthal. In den offiziellen Karten wird der Spiegeltalgraben als Nebenfluss der Innerste geführt.
Nahe dem Stadtzentrum von Wildemann fließen Grumbach bzw. Spiegeltalgraben in die Innerste.

## Wasserwirtschaft und Geologie
Der Grumbach ist bereits wenige hundert Meter unterhalb der Quelle durch Bergbau- und Siedlungstätigkeiten massiv verändert worden. Wanderungsbewegungen von z. B. Bachforellen sind damit weitgehend eingeschränkt. Das Wasser des Grumbaches ist aber aufgrund der geringen Siedlungseinflüsse sehr nährstoffarm und von hoher Qualität. Bachforellenpopulationen gibt es auf jeden Fall im Grumbacher Graben und im etwa 3 Kilometer langen Verlauf zwischen dem Grumbacher Teich und der Mündung in die Innerste.
Die Geologie des Einzugsgebietes ist geprägt durch die harztypische Wechsellagerung von Tonschiefer und Grauwacke.

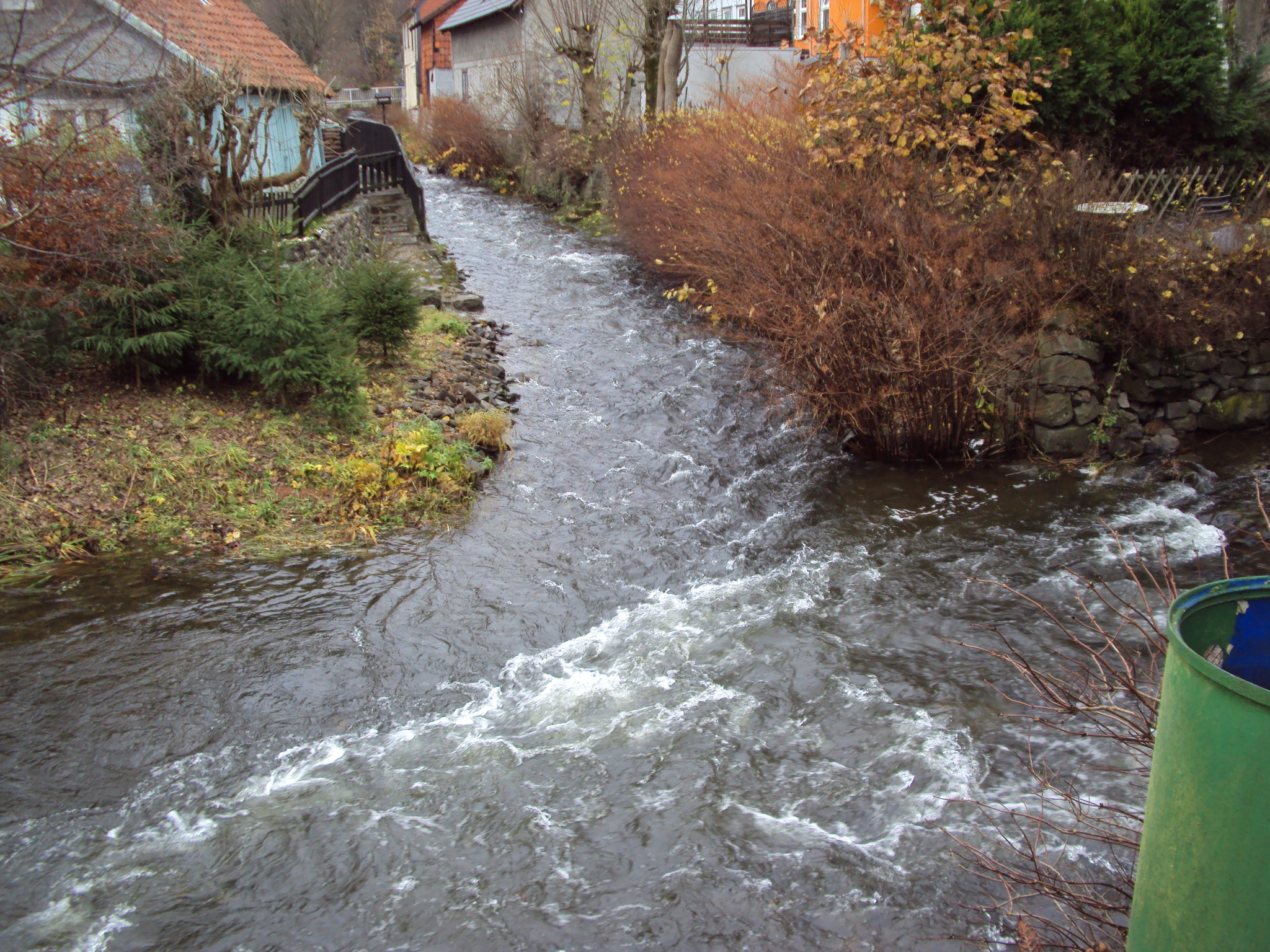
Grumbach an der Einmündung in die Innerste. Der Abfluss am Aufnahmetag entspricht dem 3-fachen Mittleren Abfluss.
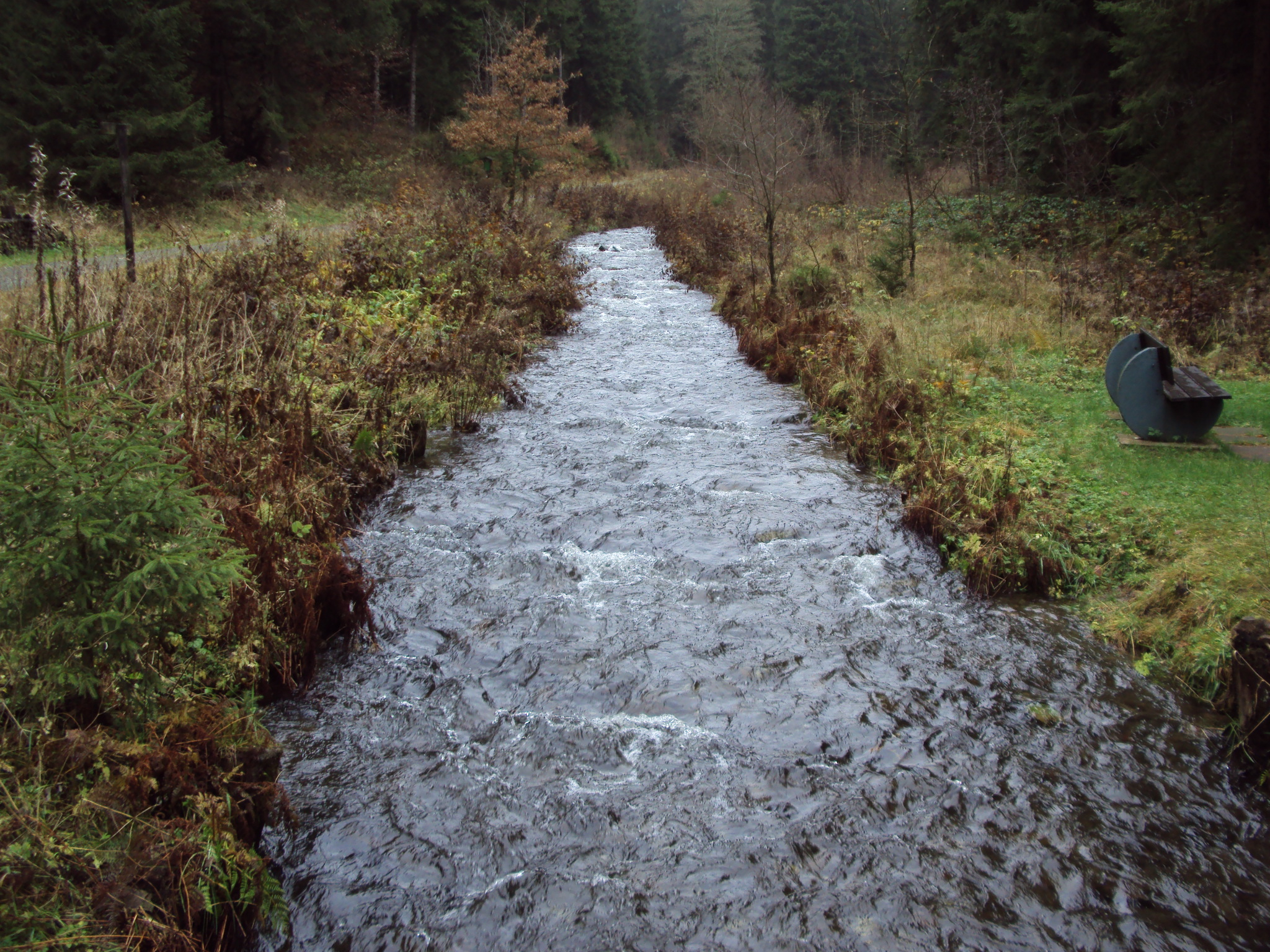
Grumbach oberhalb von Wildemann
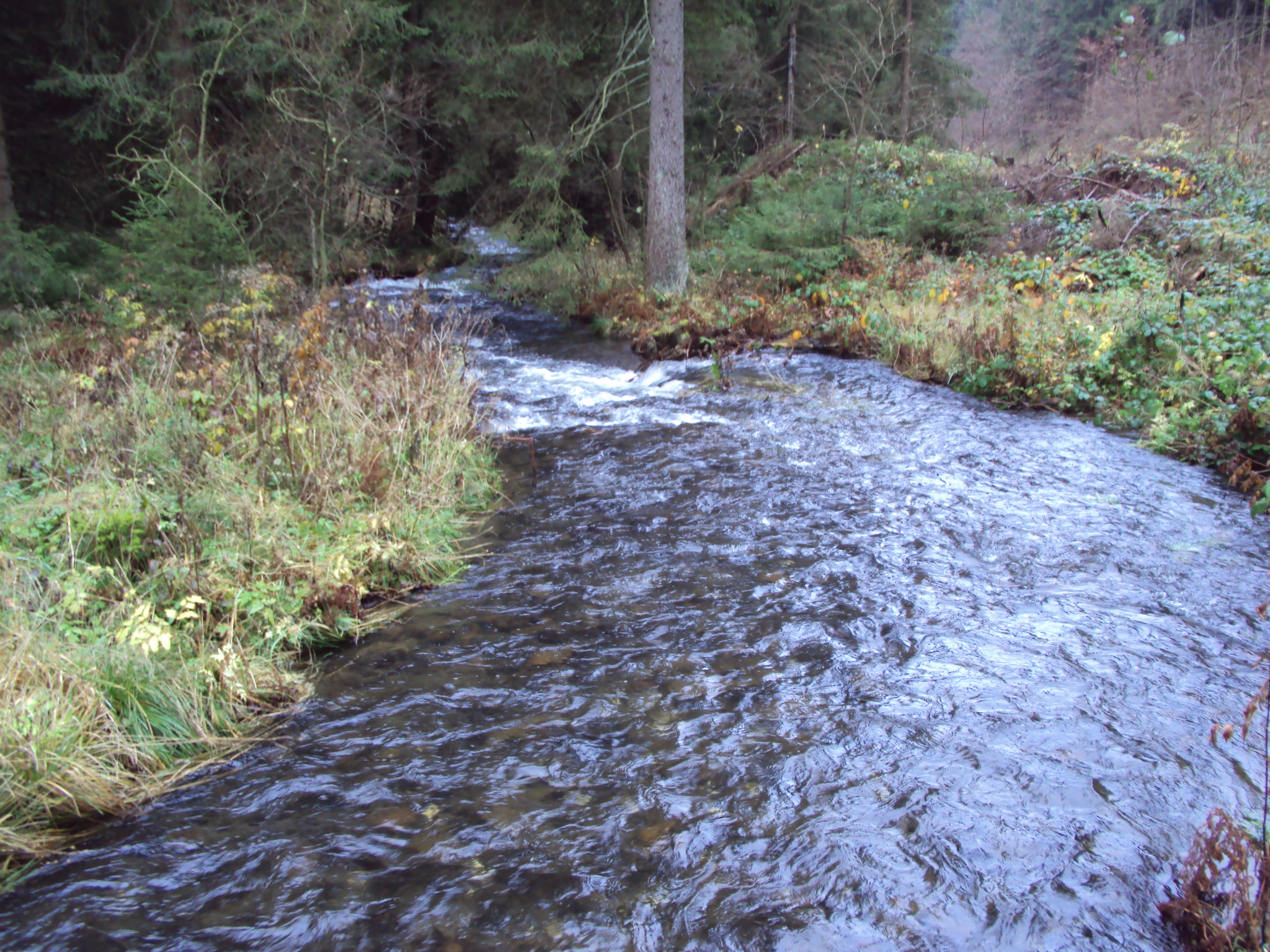
Grumbach oberhalb von Wildemann